# 畢維垣
畢維垣（1871年？—？）字辅廷，吉林省长春县人，中华民国政治人物。

## 生平
畢維垣自幼好学，专于经术，尤精于易经。后中光绪癸卯科举人，为内阁中书，居北京五年后，回到家乡长春投身教育事业，在四年内创办各种学校三百多处，名列各县之冠。毕维垣于宣统元年（1909年）至宣统三年（1911年）任长春府劝学所总董。中华民国成立后，从1912年1月至1913年，他继续担任长春府劝学所总董。
民国二年（1913年），畢維垣当选中华民国第一届国会众议员。国会解散后，署奉天省本溪县知事，在任一年内，将素来内政外交颇难治理的本溪县治理得很好。1916年国会重开，乃辞职赴北京，继续担任国会众议员。
1918年，畢維垣当选中华民国第二届国会参议员。1920年，第二届国会解散。